# О’Лири, Дэвид
Дэ́вид Э́нтони О’Ли́ри (англ. David Anthony O'Leary; 2 мая 1958, Лондон, Англия) — ирландский футболист и тренер. Один из лучших центральных защитников в истории лондонского «Арсенала» и сборной Ирландии. Большую часть игровой карьеры провёл в составе лондонского «Арсенала», за который провёл 722 матча, являющиеся клубным рекордом.

## Биография
Родившись в Лондоне, О’Лири с трехлетнего возраста жил в Дублине, поскольку отец был ирландцем. С 1973 года играл в юношеских и резервных командах «Арсенала». Дебют в главной команде состоялся в августе 1975 года. С того времени он стал одним из основных игроков клуба. Славился элегантной игрой в защите. Вместе с «Арсеналом» трижды подряд выходил в финал кубка Англии: 1978, 1979 и 1980 годов. На чемпионате мира 1990 года в матче ⅛ финала против сборной Румынии Дэвид О’Лири забил решающий мяч в серии послематчевых пенальти, и Ирландия попала в четвертьфинал. Это самый высокий результат ирландской сборной за всю историю. После девятнадцати лет игры в «Арсенале» О’Лири летом 1993 года переходит в «Лидс Юнайтед». Сыграв всего несколько матчей в сезоне 1993/94 годов, он получил тяжелую травму, которая в конечном итоге заставила его прекратить игровую карьеру. Нашёл себя на тренерском поприще, возглавлял клубы английской Премьер-Лиги.

## Достижения
- Чемпион Англии: 1989, 1991
- Обладатель Кубка Англии: 1979, 1993
- Финалист Кубка Англии: 1978, 1980
- Обладатель Кубка футбольной лиги: 1987, 1993
- Финалист Кубка футбольной лиги: 1988
- Обладатель Суперкубка Англии: 1991 (разделённый титул)
- Финалист Суперкубка Англии: 1979, 1989
- Финалист Кубка обладателей кубков: 1980
- Команда года по версии ПФА: 1979, 1980, 1982
- Рекордсмен «Арсенала» по количеству проведённых матчей: 722 игры